# フライ,ダディ,フライ
『フライ,ダディ,フライ』は、2003年2月に講談社より発行された金城一紀による日本の小説。また、それを原作とした映画作品、およびマンガ作品。

## 概要
『レヴォリューションNo.3』に続く「ゾンビーズシリーズ」第二弾。
これを原作にした同名の映画が2005年7月9日に公開。その後、2006年4月には韓国で映画化された（邦題は『フライ・ダディ』）。
また、秋重学による漫画版が「ヤングサンデー」にて連載された。

## ストーリー
円満な家庭の中、幸せな生活を送るサラリーマン・鈴木であったが、夏のある日、愛娘が友人と訪れたカラオケ店でからんできた他の高校の生徒でボクシングの高校チャンピオンである石原に殴られ入院し、心を閉ざしてしまう。鈴木は石原へ復讐を果たすべく、包丁を持って石原の高校へ向かうが、在日高校生であるスンシン（舜臣）に伸されてしまう。その後、目を覚ました鈴木は乗り込む高校を間違えたことを知り、気を落とす。そんな鈴木に対し、話を聞いたスンシンやその仲間たちは、石原に一矢報い、鈴木の家族の絆を取り戻すべく、ある計画を立てる。それは夏の間鈴木を鍛え、ケンカ戦法で石原を倒すというものだった。
ゾンビーズシリーズ第二弾として発表されたが、「レヴォリューションNo.3」が舜臣達が3年生の11月の時の話であるのに対し、こちらは夏休みの物語なので、作中の時間設定はこちらが先である。

## 登場人物
鈴木一（すずき はじめ）
本作の主人公で、典型的な中年サラリーマン。 妻子持ち。47歳
ベッドタウンにマイホーム、帰宅時にはマイカーで妻と娘が迎えに来るという絵に描いた様な幸せな家庭の主であったが、友人とカラオケに行ったはずの娘が変わり果てた姿で病院に担ぎ込まれて愕然となる。突如「謝罪」に現れた犯人の高校生・石原と有力者である彼の父親から、全権を委任されたという学校関係者の対応に怒りを覚えるものの、なす術も無くこのときは引き下がってしまい、身体以上に心を傷付けられた娘との間に溝を作ってしまう。
朴舜臣（パク・スンシン）
在日朝鮮人の高校生。鈴木が石原に復讐すべく（間違えて）乗り込んだ高校に通う生徒。鈴木に闘い方を教えるべくトレーナーとして夏休みを費やして彼を鍛える。
普段は物静かで武骨、無愛想な性格。自分に害をなそうとする者は容赦なく叩き伏せる喧嘩の達人だが、裏には優しさも持ち合わせたナイーブな一面ものぞかせ、家族や仲間を思う気持ちも強い。特に、心優しい祖父を最も尊敬している。また非常な読書家で、様々な哲人の格言を引用する場面も見られた。復讐の為の特訓に付き合っているうちに、鈴木に自分を重ねることにより次第に彼と打ち解けてゆく。
幼少期に通り魔的事件に巻き込まれ、この時の体験から「強くなって自分を守る」と自己鍛錬をはじめる。そう決意した舜臣を鍛えたのは叔父である。叔父は韓国軍の特殊部隊出身者で、ベトナム戦争に従軍していた。劇中で見せる舜臣の格闘テクニックや、鈴木をシゴいたトレーニングのノウハウは、その叔父から仕込まれたものと思われる。また、叔父が地獄のような戦争の経験や、舜臣の心に残る様々な言葉を語りかけてくれた事などの思い出を、舜臣が鈴木に語る場面もあった。
石原勇輔（いしはら ゆうすけ）　
主人公・鈴木の娘や朴舜臣とは別の高校に通う高校生。ボクシングの高校チャンピオン。
カラオケ店で他校の女子生徒に暴力を振るって大怪我をさせる等、目に余る凶行をしていたが父親が有力政治家ということで学校側は事実を隠蔽しようとしていた。絵に描いた様な「金持ちのバカ息子」といった性格にボクサーという鎧を着させたようなタチの悪い人間(漫画版ではイケメン・チャンピオン・金持ちの三拍子が揃った極悪人)。
鈴木遥（すずき はるか）
主人公・鈴木の愛娘。今時の女子高生。
勉強の息抜きに友人と訪れたカラオケ店で石原たちにからまれ抵抗、この際のビンタで石原に抵抗したことにより逆上され、返り討ちとして暴力を振るわれてしまう。この時の恐怖や後の父親の対応に心を閉ざしてしまうが、南方たち朴の同級生たちが特訓に励む鈴木には内緒で父親の奮闘ぶりを伝え次第に心を開いてゆく。

## 映画

### キャスト（日本映画）
鈴木家
- 鈴木一 - 堤真一 …主人公のサラリーマン
- 鈴木遥 - 星井七瀬 …娘。高校生。
- 鈴木夕子 - 愛華みれ …妻

しかばね 高校
- 朴舜臣 - 岡田准一 …スーシン。飼い犬がおり、ブルース・リーを敬愛している。
- 南方 - 松尾敏伸 …ミナカタ
- 萱野 -  青木崇高 …カヤノ。アロハシャツ
- 板良敷 -  広瀬剛進 …イタラシキ。もじゃ頭
- 山下 -  坂本真 …ヤマシタ。きのこヘア、ちび

才英館 高校
- 石原勇輔 - 須藤元気 …ボクシング部インターハイ2連覇中の生徒
- 平沢章吾 - 塩見三省 …教頭
- 安部 - モロ師岡 …ボクシング部顧問

バスのメンバー
- 山村 - 浅野和之 …ヤマムラ
- 小熊 - 大河内浩 …コグマ
- 高橋 - 田口浩正 …タカハシ
- 後藤 - 徳井優 …ゴトウ
- 石崎 - 神戸浩 …イシザキ
- 望月 - 温水洋一 …モチヅキ。バス運転手 南原山循環（あびる野公営バス）夜十時最終運転

その他
- 三浦直子 - 渋谷飛鳥 …高校生。鈴木遥の友人、二人でカラオケへ。
- （不明） - 鴻上尚史 …会社の上司

### スタッフ（日本映画）
- 監督：成島出
- 原作・脚本：金城一紀
- 記録：生田透子
- 音楽：安川午朗
- 主題歌：Mr.Children「ランニングハイ」

### 受賞（日本映画）
- 第20回高崎映画祭
  - 若手監督グランプリ - 成島出
  - 最優秀主演男優賞 - 堤真一

### 関連商品
サウンドトラック
- フライ,ダディ,フライ オリジナル・サウンドトラック（2005年7月6日発売、トイズファクトリー）

## 韓国版映画

### キャスト（韓国映画）
※括弧内は日本語吹替
- コ・スンソク - イ・ジュンギ（石田彰）
- チャン・ガピル - イ・ムンシク（佐藤晴男）

### スタッフ（韓国映画）
- 監督：チェ・ジョンテ
- 主題歌：GRAPEVINE『COME ON』

## 漫画
小学館ヤングサンデーコミックスとして上下巻の計2巻発行。
- 上巻 ISBN 9784091532312（2005年5月）
- 下巻 ISBN 9784091532329（2005年7月）